# Damen utan underkropp
Damen utan underkropp har varit en attraktion som förekommit på cirkusar. Ett exempel har visats i Stockholm av Brazil Jack.
Attraktionen har framför allt beskrivits i fiktion, som i filmerna Aktiebolaget Hälsans gåva och Den enfaldige mördaren, och i kupletten Gungorna och karusellen.